# C/2015 F2 (Polonia)
C/2015 F2 (Polonia) — одна з довгоперіодичних параболічних комет. Ця комета була відкрита 23 березня 2015 року R. Reszelewski, M. Kusiak, M. Gedek & M. Zolnowski на ПЗЗ-зображеннях, знятих з дистанційним управлінням 0.1-м f/5 астрографом обсерваторії Полонія в Сан-Педро-де-Атакама, Чилі, в ході їх програми пошуку комет. Блиск на час відкриття: 16.8m. Комета в день відкриття була об'єктом з погано визначеним центральним згущенням в оточенні дифузної неправильної коми 15" в діаметрі.